# Susse Wold
Lise Wold, dite Susse Wold, est une actrice et chanteuse danoise, née  à Frederiksberg le 17 novembre 1938.

## Biographie
Susse Wold est fille du commerçant Knud Wold (da) et de l'actrice Marguerite Viby (en).

## Filmographie partielle
- 1963 : Trois de perdues de Gabriel Axel
- 2012 : La Chasse de Thomas Vinterberg
- 2020 : Drunk (Druk) de Thomas Vinterberg

## Distinctions
- 2014 : Robert de la meilleure actrice dans un second rôle pour La Chasse